# Foxtrot (musikalbum av Genesis)
Foxtrot är ett album av progrockgruppen Genesis. Albumet spelades in i Island Studios, Basing Street, London och släpptes i oktober 1972. 
Albumet blev gruppens första att ta sig in på albumlistan i Storbritannien, där det som bäst nådde en tolfteplats. Den närmare 23 minuter långa "Supper's Ready" blev en av hörnstenarna vid gruppens konserter under kommande år och "Watcher of the Skies" förblev även gruppens öppningsnummer vid konserterna 1972-74. 

## Låtlista
Samtliga låtar skrivna av Tony Banks, Phil Collins, Peter Gabriel, Steve Hackett och Mike Rutherford.
1. "Watcher of the Skies" - 7:19
2. "Time Table" - 4:40
3. "Get 'Em Out by Friday" - 8:35
4. "Can-Utility and the Coastliners" - 5:43
5. "Horizon's" - 1:38
6. "Supper's Ready" - 22:58 
  - (I) "Lover's Leap"
  - (II) "The Guaranteed Eternal Sanctuary Man"
  - (III) "Ikhnaton and Itsacon and Their Band of Merry Men"
  - (IV) "How Dare I Be So Beautiful?"
  - (V) "Willow Farm"
  - (VI) "Apocalypse in 9/8 (co-starring the delicious talents of Gabble Ratchet)"
  - (VII) "As Sure As Eggs Is Eggs (Aching Men's Feet)"